# APRO
La Aerial Phenomena Research Organization (APRO) fu un gruppo di ricerca privata del fenomeno UFO fondato nel 1952 da Jim e Coral Lorenzen. Questo gruppo, la cui base era a Tucson in Arizona, disponeva di molte succursali negli altri stati ed è rimasto attivo fino al 1988. Grazie al suo approccio scientifico, l'APRO aveva il supporto di un nutrito staff di consulenti, Ph.d e scienziati. Fra questi vi era James E. McDonald dell'Università dell'Arizona, conosciuto come fisico dell'atmosfera ma, probabilmente, una delle maggiori autorità scientifiche del nostro tempo nel campo dell'ufologia. Tra gli altri, possiamo annoverare il Dr James Harder dell'Università della California di Berkeley, un civile, professore di ingegneria idraulica che ne fu anche il direttore dal 1962 al 1982. 
McDonald e Harder furono fra i sei scienziati che testimoniarono sul fenomeno UFO presso la Camera dei Rappresentanti del Comitato sulla Scienza e Astronautica nel 1968. 
Anche se i diversi gruppi correlati al fenomeno UFO attraevano persone entusiaste ma prive di senso critico e, spesso, anche qualche tipo stravagante, l'astronomo J. Allen Hynek ha citato nel 1972 l'APRO e il NICAP come i due migliori gruppi di studio del loro tempo, in grado di analizzare seriamente e lucidamente il fenomeno UFO. Nel 1969, una parte consistente dei membri eletti dell'APRO formò un nuovo gruppo, il MUFON. 

## L'occultamento del poligrafo di Travis Walton
La credibilità dell'APRO ricevette un duro colpo nel corso degli anni 70. Travis Walton dichiarò di essere stato abdotto da un UFO in una località dell'Arizona. Scomparve per diversi giorni, riapparendo nel bel mezzo di una imponente pubblicità mediatica e di una vasta ricerca della polizia. L'APRO e il National Enquirer organizzarono una prima analisi al poligrafo, in quanto si credeva che Walton non fosse sincero in relazione alla sua vicenda. L'APRO, Walton e la National Enquirer decisero di sopprimerla (si disse che l'esaminatore era prevenuto e poco professionale), mentre passò con successo una successiva analisi, che venne resa pubblica. Pochi mesi più tardi, Philip J. Klass, uno scettico di lunga data, scoprì l'esistenza della prima analisi occultata. Il ricercatore UFO Jerome Clark affermò che, anche se le accuse di parzialità fossero state esatte, l'atteggiamento dell'APRO nel sopprimere la prima analisi era "indifendibile".